# Publio Cornelio Silla (pretore 212 a.C.)
Publio Cornelio (Rufino) Silla (latino: Publius Cornelius (Rufinus) Silla; fl. 212 a.C.) è stato un politico romano.

## Biografia
Apparteneva alla gens Cornelia, dalla quale discendeva il ramo dei Sullae. Fu il primo della familia che portò il nome di Sulla. Fu flamen Dialis e poi praetor urbanus e peregrinus nel 212 a.C.. E poiché il pretore dell'anno precedente, Marco Atilio Regolo, gli aveva consegnato due profezie del veggente Marcio, in parte facendo riferimento al passato e in parte al futuro, dove si comandava ai Romani di istituire un festival annuale in onore di Apollo. Su questo il Senato dispose che i decemviri consultassero i libri sibillini e, poiché questi disponevano le stesse cose, Silla presiedette i primi Ludi Apollinares, che si celebrarono quell'anno nel Circo Massimo.
Sempre nel 212 a.C. vi era tra i centurioni del primo manipolo dei triarii un certo Marco Centenio Penula, famoso per prestanza fisica e coraggio. Egli fu introdotto dal pretore Cornelio Silla, per chiedere ai senatori che gli fossero affidati 5.000 soldati. Conoscendo i luoghi molto bene, avrebbe usato contro Annibale le sue stesse tattiche, che in passato avevano ingannato e vinto tanti comandanti romani.
Dopo le disfatti di Penula al Silaro e di Gneo Fulvio Flacco a Herdonia, vennero inviati ai due consoli come ambasciatori, Gaio Letorio e Marco Metilio, ad avvertirli che raccogliessero i resti dei due eserciti appena sconfitti, evitando che si consegnassero ad Annibale, come in passato era accaduto dopo la battaglia di Canne. Identico incarico venne affidato a Cornelio Silla, al quale era stata affidata anche la leva, organizzando la ricerca degli schiavi per ricondurli sotto le armi.
Giunta ormai la fine dell'anno (212 a.C.), il senato romano deliberò che il pretore Publio Cornelio Silla inviasse a Capua ai consoli una lettera, dove si diceva che, fino a quando Annibale fosse stato assente e intorno a Capua non vi fosse nulla di importante da fare, uno di loro raggiungesse Roma, per procedere all'elezione dei nuovi magistrati. Ricevuta la lettera, i consoli decisero che fosse Appio Claudio a radunare i comizi, mentre Fulvio manteneva l'assedio presso Capua.